# Jonathan Zebina
Jonathan Zebina (Paris, 19 de julho de 1978) é um ex-futebolista francês que atuava como zagueiro ou lateral direito.

## Carreira
Começou sua carreira no Cannes da França, em 1996, depois foi para o Cagliari em 1998, e em 2000 foi para a Roma. Sua ida para a Juventus ocorreu quando Fabio Capello tornou-se técnico do time, em 2004. Após seis temporadas pela Juve, por onde viveu seu auge e atuou em mais de 100 partidas, o francês teve o seu contrato rescindido em agosto de 2010.

## Títulos
Roma
- Serie A: 2000–01
- Supercopa da Itália: 2001

Juventus
- Serie B: 2006–07